# Děpold Ier de Bohême
Děpold Ier de Bohême ou Děpolt (Theobald en français), mort le 14 ou 15 août 1167 en Italie, est un prince de la famille des Přemyslides, second fils du duc Vladislav Ier de Bohême et frère cadet du duc puis roi de Bohême Vladislav II.

## Biographie
À la mort de son père en 1125, il reçoit avec le titre de duc le fief de Jemnice (allemand Jammitz) dans le sud de la Moravie. En 1145, il se joint à la révolte des autres ducs moraves, Conrad II de Znojmo, Vratislav de Brno, et Othon III d'Olomouc, lorsqu'ils attaquent Jindřich Zdík, évêque d'Olomouc, et le chassent de son diocèse. Děpold est alors excommunié et il doit ensuite faire un pèlerinage à Rome pour obtenir son absolution.
En 1147, pendant que son frère aîné Vladislav II participe à la seconde croisade jusqu'à Byzance, Děpold gouverne la Bohême. Il dirige le pays d'une main ferme et empêche le jeune Soběslav de s'emparer du pouvoir. En 1158, il accompagne avec un contingent tchèque l'empereur Frédéric Barberousse lors de sa campagne en Italie. Il est présent au siège de Milan et dirige encore le contingent bohémien lors des expéditions suivantes dans la péninsule.
En 1167, il est accompagné par son neveu Bedřich à la tête de l'importante armée envoyée par le roi Vladislav II à l'empereur. Lors de cette expédition en Italie de nombreux nobles de l'armée impériale décèdent au cours de l'été, victimes de la malaria, dont Rainald von Dassel et Welf VII, le fils et héritier de Welf VI duc de Spolète et marquis de Toscane. Děpold est parmi les morts.

## Union et postérité
En 1153, il épouse  Gertrude, fille d'Albert l'Ours, Margrave de Brandebourg, dont :
- Děpold II de Bohême († 21 novembre 1190), duc de Chrudim (1167-1190) ;
- Hedwige († 1210), épouse de Frédéric Ier de Brehna.